# Philodromus fuscomarginatus
Philodromus fuscomarginatus es una especie de araña cangrejo del género Philodromus, familia Philodromidae. Fue descrita científicamente por De Geer en 1778.

## Distribución
Esta especie se encuentra en Rusia.